# Río Orne
El río Orne es un río de Francia, el mayor de los ríos costeros de Normandía. Nace a 218 m sobre el nivel del mar en Aunou-sur-Orne, en la Perche, en el departamento del Orne, y desemboca en el canal de la Mancha en Ouistreham, tras un curso de 175 km. Su cuenca tiene una superficie de 2928 km².
Riega los departamentos franceses de Orne y Calvados. En su recorrido pasa por Argentan y Caen. Entre Caen y Ouistreham (tramo de estuario del río) corre a su lado un canal paralelo, inaugurado en 1857. Está destinado a facilitar la navegación hasta el puerto de Caen, aunque actualmente es poco activo, pues la actividad portuaria se centra en Ouistreham.
Ptolomeo se refirió al río con el nombre de Olina.